# Claude Cauwet
 (janvier 2011).
Si vous disposez d'ouvrages ou d'articles de référence ou si vous connaissez des sites web de qualité traitant du thème abordé ici, merci de compléter l'article en donnant les références utiles à sa vérifiabilité et en les liant à la section « Notes et références ».
Claude Cauwet est un scénariste et dialoguiste français.
Il est l’auteur de plus d’une vingtaine de scénarios

## Filmographie
- Téléfilms :
  - Le Poteau d'Aldo réalisé par Didier Grousset
  - Les Arnaqueuses (avec Nicole Jamet) réalisé par Thierry Binisti
  - Une mère comme on n'en fait plus réalisé par Jacques Renard
  - Marceeel ! réalisé par Agnès Delarive
  - La Nasse pour M6
  - C'est arrivé dans l'escalier réalisé par Luc Béraud
- Séries :
  - Un village français (Participation atelier saison 1)
  - Louis la Brocante
  - Le Camarguais
  - Chercheur d'héritiers
  - Diverses participations dans les séries : Côté cœur, Chère Marianne, Malone, etc.
- Animation :
  - Les enfants du Toromiro 4 épisodes
  - Oulé l'enfant lion – le dessin animé - d'après les personnages du livre de René Guillo.
- Divers :
  - Lauréat du Fonds d'aide à l'Innovation pour : Les Mohebaa (6 × 52 min), Mamouna se fait des idées (90 min), Ute la Boche (90 min), le régional de l'étape (90 min).
  - Lauréat du concours de scénario organisé par l'association "premier siècle du cinéma", le festival d'Anger, et la SACD avec : Retour de Manivelle (90 min).
  - Les jours de la pleine lune, long métrage en lecture.
  - Peine perdue, long métrage en écriture.
  - Le Noël de Dédé, pièce de théâtre finaliste du concours "Tête d'Or" organisé par le théâtre "Tête d'Or" de Lyon.